# Хоккейная лига ГДР
Хоккейная лига ГДР или Оберлига (нем. Eishockey-Oberliga) — высшая хоккейная лига Германской Демократической Республики. Лига была образована в 1949 году. В 1990 году объединена с Бундеслигой.

## История
Впервые в зоне советской оккупации Германии чемпионат по хоккею с шайбой был разыгран в 1949 году. В чемпионате приняло участие четыре команды, первым чемпионом стала команда «Франкенхаузен» из Криммичау. В 1951 спортивным комитетом ГДР лига была утверждена как чемпионат ГДР по хоккею с шайбой. В 1952 году в лиге выступало 7 команд, был также образован второй дивизион ГДР по хоккей с шайбой.
В августе 1958 года была образована Федерация ледовых видов спорта ГДР, под эгидой которой стал проводиться чемпионат. В 1970 году в ГДР была проведена спортивная классификация, которая отнесла хоккей с шайбой ко второй категории. В результате после сезона 1969/70 лига профессиональная должна была быть упразднена, а команды распущены. По инициативе Эриха Мильке, министра государственной безопасности ГДР и председателя немецкого спортивного общества «Динамо», были сохранены команды «Динамо» из Берлина и Вайсвассера, а чемпионат было принято разыгрывать между ними.
4 декабря 1989 года было принято решение допустить в чемпионат страны третью команду из Криммичау, но позже договоренность была расторгнута. В сезоне 1989/90 был разыгран последний чемпионат ГДР, чемпионом страны стало вайсвассерское «Динамо». После объединения Германии чемпионат ГДР был ликвидирован, а команды «Динамо» из Берлина и Вайсвассера вошли в состав чемпионата ФРГ.

## Чемпионы
| № | Команда       | Город      | Титулов | Года чемпионства |
| - | ------------- | ---------- | ------- | --- |
| 1 | Динамо        | Вайсвассер | 25      | 1951, 1952, 1953, 1954, 1955, 1956, 1957, 1958, 1959, 1960, 1961, 1962, 1963, 1964, 1965, 1969, 1970, 1971, 1972, 1973, 1974, 1975, 1981, 1989, 1990 |
| 2 | Динамо        | Берлин     | 15      | 1966, 1967, 1968, 1976, 1977, 1978, 1979, 1980, 1982, 1983, 1984, 1985, 1986, 1987, 1988                                                             |
| 3 | Франкенхаузен | Криммичау  | 2       | 1949, 1950 |